# 喬治·傑生
喬治·傑生（丹麥語：Georg Jensen，又译格奥尔·延森，1866年8月31日—1935年10月2日），丹麥珠寶設計師，同時也是丹麥一家銀製品公司乔治杰生公司的品牌名稱。其所設計的銀飾在世界珠寶設計界具有重要而經典的地位。

## 設計師
喬治·傑生生長於丹麥的哥本哈根北邊一個叫做Raadvad的小鎮上，父親是一位鐵匠，為Raadvad鎮上的刀具廠工作，他14歲時開始到金匠鋪學習珠寶加工，大學時就讀丹麦皇家美术学院，主修雕塑，並拿獎學金到義大利和法國遊歷，從古典藝術中獲得不少靈感和知識，並在1904年喬治38歲時，回到丹麥，成立了銀雕工作室，也就是今日喬治傑生設計公司的前身。當時工作室一開幕，喬治就獲得了丹麥裝飾藝術美術館的展覽機會，並開始以從自然造型中取得靈感的優雅飾品獲得大眾注目。
喬治同時也是第一個將「氧化」轉為銀飾設計元素的設計師。他巧妙的使用不同的氧化技巧，增加了飾品中柔和的陰影。喬治傑生於1935年去世。

## 外部連結
- 喬治·傑生網站 （页面存档备份，存于）